# Праведний халіфат

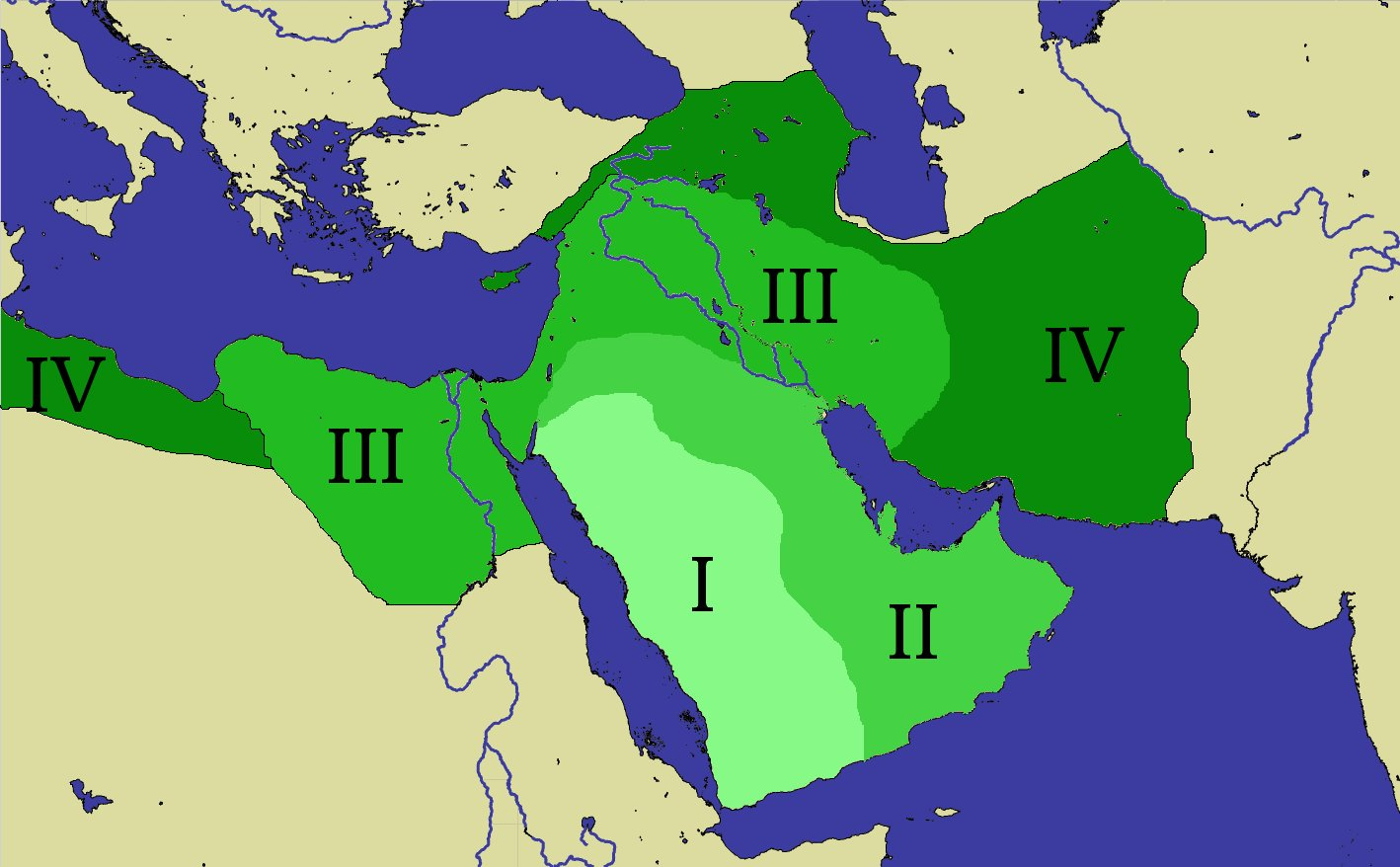
Ісламські завоювання при праведних халіфах.
I — на час смерті Мухаммада;
II — завоювання Абу Бакра;
III — завоювання Омара;
IV — завоювання Османа

Праведний халіфат (араб. الخلافة الراشدية‎) також відомий як Рашидунський халіфат або Халіфат Рашидун — перший халіфат, створений після смерті пророка Мухаммеда в 632 році. Халіфат послідовно очолювали чотири праведних халіфа Абу Бакр, Умар ібн аль-Хаттаб, Осман ібн Аффан і Алі ібн Абу Таліб. Територія халіфату включала Аравійський півострів, Шам, Кавказ, частину Північної Африки від Єгипту до Тунісу і Іранське нагір'я.

## Абу Бакр ас-Саддик
Абу Бакр був найстарішим сподвижником пророка Мухаммада. Після його смерті в 632 році, група авторитетних Мединцев з числа ансарів стала обговорювати, хто з них повинен стати наступником пророка Мухаммада в управлінні справами молодої мусульманської держави. Рішучість Умара ібн аль-Хаттаба дозволила Абу Бакр стати першим халіфом («заступником») і приступити до поширення ісламу.
З перших днів після свого призначення Абу Бакру довелося зіткнутися з труднощами. Колись вірні ісламу арабські племена відійшли від ісламської громади, погрожуючи її єдності і стабільності. Віровідступництво (рідда) почалося ще за життя пророка Мухаммеда, однак війни з віровідступниками почалися вже після його смерті. Відступництво було настільки великим, що воно торкнулося всіх племен в Аравії, за винятком Хіджаза (Мекка і Медіна), племен Сакіф з ат-Таїф і Азд з Оману. Деякі племена відмовилися виплачувати обов'язкову милостиню (закят), що теж було розцінено як відхід від основних принципів ісламу. Деякі вожді племен зробили претензії на пророцтво (Мусайліма, Садж, Тулайха і ін.).
У центральній Аравії рух відступництва очолив лжепророк Мусайліма. Абу Бакр розділив мусульманську армію на 11 загонів, найсильнішим з яких був загін Халіда ібн аль-Валіда. Халід був направлений в найважчі місця і переміг у всіх боях, в тому числі і Мусайліму в ямах. Протягом року тривали військові дії проти стабільності і порядку, що закінчилися перемогою Абу Бакра і об'єднанням арабських племен.
Після придушення заколотів Абу Бакр почав завойовницькі війни за межами Аравійського півострова. У 633 р Абу Бакр послав Халіда ібн аль-Валіда в Ірак, який був однією з найбагатших провінцій Сасанідської імперії. Після цього він відправив 4 армії в Сирію і в 634 році перекинув туди ж армію Халіда ібн аль-Валіда.